# ジブラルタルの海戦
ジブラルタルの海戦 （オランダ語:Zeeslag bij Gibraltar, スペイン語:Batalla de Gibraltar）は八十年戦争におけるネーデルラント連邦共和国（オランダ）とスペインの戦い。
オランダ海軍の艦隊がジブラルタルに碇泊中のスペイン艦隊を奇襲攻撃し、4時間でスペイン艦隊は壊滅状態に陥った。
オランダ海軍の司令官ヘームスケルクは奇襲を行うにあたってジブラルタルの湾をいくつかの船を使って封鎖し、艦隊を二分してスペイン海軍を挟撃した。スペイン海軍は火薬庫の爆発などによって全ての艦が戦闘能力を喪失し、オランダ海軍はヘームスケルクを失ったものの圧倒的な勝利を得た。